# Kniha Ezechiel
Kniha Ezechiel (hebrejsky ספר יְחֶזְקֵאל‎, Sefer Jechezkel) je součástí Starého zákona. Jedná se o prorockou knihu, která obsahuje výroky a několik vyprávění ze života a působení judského proroka Ezechiela. Kniha Ezechiel se zkracuje zkratkou Ez.
Ezechiel, syn Buziho, pocházel z kněžského rodu a byl odveden v roce 598 př. n. l. při první deportaci do zajetí v Babylonii. Jeho působení se datuje (v závislosti na datacích vidění, jak je udává samotná kniha Ezechiel), mezi roky 593 př. n. l. a 571 př. n. l. Možná působil i déle, ale o jeho dalším působení již nemáme zprávy.

## Struktura knihy
Knihu je možné dělit na 3 značně odlišné části:
- 1 – 24: výroky proti Judsku
- 25 – 32: výroky proti národům
- 33 – 48: ohlášení spásy pro Izrael

Kromě tohoto dělení má celá kniha jednotnou rámcovou strukturu, kterou tvoří vidění o Boží slávě. V prvních 8 kapitolách vidí Ezechiel v několika viděních Boží slávu, jak se zvedá ze svého sídla v jeruzalémském chrámě a odchází postupně k bráně a přes město na východ, ven z města na Olivovou horu. V průběhu knihy se praví, že Bůh sám je chrámem pro Židy násilně přestěhované do Babylona. Na konci knihy (43,1-5) pak Ezechiel vidí nový chrám a Boží slávu, jak se do něj vrací. Celá kniha tedy vypráví o tom, jak Bůh opustil svůj lid pro jeho hřích, ale jak jej provázel v zajetí a jak se nakonec vrátil zpět do jeho středu.
Toto „putování Boží slávy“ je úzce spojeno s jinými kněžskými texty v Bibli, např. s 1S 6 (Archa úmluvy v zajetí u Pelištejců) nebo s vyprávěním o Jákobově cestě do Mezopotámie.

### 1. část
1 – 7: Vidění Boží slávy, povolání Ezechiela za proroka.
8 – 11: Boží sláva opouští město, město je zničeno nadpřirozenými bytostmi jako předzvěst zničení Babyloňany.
12 – 24: Celek obsahuje 25 oddílů, z nichž každý začíná stejně slovy: „Stalo se ke mně slovo Hospodinovo“. Ezechiel se obrací především proti falešným prorokům. Ezechiel apeluje na osobní zodpovědnost a popírá možnost, že by někdo mohl zemřít pro hříchy druhých, třeba svých otců nebo soukmenovců. Stejně tak popírá ale možnost, že by spravedlnost a zbožnost několika málo Židů mohla zachránit zemi od trestu - viz zvláště kap. 14. Zde Ezechiel protiřečí epizodě o Abrahámovi a jeho hostech v Gen 18,23-34. Ezechiel se velmi často uchyluje k obraznému vyprávění a k alegoriím, zvláště když popisuje vztah mezi Izraelem a Bohem (jako vztah muže a jeho nevěrné manželky). Ezechiel je silně zaměřený proti monarchii jako takové.

### 2. část
Výroky proti národům pocházejí patrně z dob i pozdějších, např. proti Týru (26,1-28,19), který byl zničen až v roce 332 př. n. l., nebo proti Ammonu. Jedná se pravděpodobně o rituální, kultovní výroky proti národním nepřátelům.

### 3. část
33: Kap. 33 rekapituluje hlavní témata sekce 1-24 a klade otázku: „jak budeme moci přežít?“ 34 – (33,10).
34 – 37: Následující oddíl je odpovědí na tuto otázku, je to zaslíbení Boží spásy, která přijde po (zaslouženém a nutném) trestu. Ezechiel tu používá mnoho obrazů, z nichž nejznámější je vidění o suchých kostech (37), kde hovoří o možnosti nového života pro Izrael, který již ztratil veškerou naději (je jako vybělené nepohřbené kosti). Ezechiel v 36,16-37,14 zaslibuje novou smlouvu, která bude uzavřena mezi Bohem a jeho lidem.
38 – 39: Ezechiel popisuje eschatologickou bitvu mezi Božím lidem a jeho mytickým nepřítelem, Gógem ze země Magóg. Inspiruje se přitom tématem „dne Hospodinova“ starších proroků. za postavou Góga není třeba hledat konkrétní osoby, i když nechyběly v dějinách ani dnes snahy o konkrétní identifikaci (např. Napoleon podle chasidů, car, Rusko apod.)[zdroj?] (viz Antialkorán do Václava Budovce z Budova, kde Gog a Magog znamenají islám a muslimové). Touto pasáží se inspiroval také Jan, autor knihy Zjevení.
40 – 48: Popis nového chrámu. Jelikož se popis chrámu a jeho funkcí neshoduje přesně s vzhledem a praxí druhého chrámu, jak byl postaven a fungoval po roce 515 př. n. l., je pravděpodobné, že tento popis opravdu pochází od Ezechiela. Ezechielova vize se inspiruje mimo jiné rajskými popisy prvotní situace člověka. Těmito kapitolami se opět silně inspiroval autor Zjevení. Kromě Ezechielových slov obsahuje tato sekce i úseky vložené áronovskými knězi druhého chrámu jako legitimace vlastních nároků na vedení chrámu oproti levitům.